# Centena degli Slavi

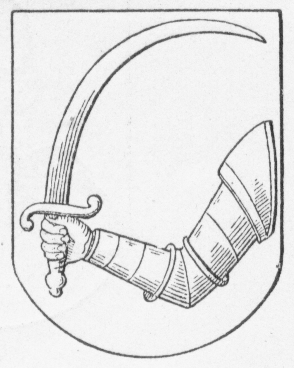
Stemma

La centena degli Slavi (in danese Slavs Herreds) fu dal 1793 una ripartizione storica della contea e diocesi di Ribe, nell'attuale Danimarca. La centena era tuttavia molto più antica, essendo stata formata nel 1552 raggruppando le parrocchie di Grindsted, Hejnsvig, Vorbasse e Grene, quest’ultima evolutasi oggigiorno in Billund, nel cui odierno territorio comunale è totalmente ricompresa.